# 利尼亞雷斯
19°23′22″S 40°4′4″W / 19.38944°S 40.06778°W

利尼亞雷斯

利尼亞雷斯（葡萄牙語：Linhares），是巴西的城鎮，位於該國東南部，由聖埃斯皮里圖州負責管轄，始建於1800年8月22日，面積9,502平方公里，海拔高度33米，2013年人口157,814，人口密度每平方公里17人。